# Polytrichastrum emodi
Polytrichastrum emodi är en bladmossart som beskrevs av G. L. Smith 1974. Polytrichastrum emodi ingår i släktet Polytrichastrum och familjen Polytrichaceae. Inga underarter finns listade i Catalogue of Life.